# IMS-1
o Indian Mini-Satellite 1, também conhecido como IMS-1 foi um satélite artificial da Organização Indiana de Pesquisa Espacial (ISRO) lançado ao espaço no dia 28 de abril de 2008 por meio de um foguete PSLV-CA de Centro Espacial de Satish Dhawan.

## Características
O Indian Mini-Satellite 1 foi um satélite indiano dedicado à observação terrestre. O mesmo tinha uma massa de 83 kg e seus painéis solares geravam uma potência de até 220 watts. O satélite levava a bordo uma câmera multiespectral no intervalo visível que tem uma resolução de 37 metros e uma câmera em infravermelho próximo, com uma resolução de 506 metros.